# Evergreen F-Typ
Die ULCS-Containerschiffe des F-Typs werden von der taiwanischen Reederei Evergreen Marine eingesetzt.

## Geschichte
Die 20 Einheiten umfassende Baureihe wurde am 16. Februar 2018 in Zusammenarbeit mit dem Handelshaus Marubeni in zwölf Einheiten des Imabari 11.000-TEU-Typs bei Imabari Shipbuilding in Japan und weiteren acht Einheiten bei Samsung Heavy Industries in Südkorea in Auftrag gegeben. Zwölf Einheiten entstanden auf den Imabari-Werften in Hiroshima und Marugame, die restlichen Schiffe entstanden bei Samsung in Geoje. Im Februar 2020 wurde mit der Ever Frank das erste der Schiffe abgeliefert. Die einzelnen auf Einschiffsgesellschaften eingetragenen Schiffe werden in Langzeitchartern an Evergreen vermietet und im Liniendienst eingesetzt.

## Technik
Schiffbaulich sind die beim American Bureau of Shipping klassifizierten Schiffe wie die Mehrzahl der schon in Betrieb befindlichen ULCS-Baureihen ausgelegt. Das Deckshaus ist etwa am Ende des vorderen Schiffsdrittels angeordnet, was einen verbesserten Sichtstrahl und somit eine höhere vordere Decksbeladung ermöglicht, während Schornstein und Maschinenanlage im hinteren Drittel liegen. Vor dem Deckshaus sind sieben 40-Fuß-Bays, dahinter acht 40-Fuß-Bays sowie eine kleinere Bay und hinter dem Maschinenaufbau vier weitere Bays angeordnet. Die Bunkertanks sind unterhalb des Aufbaus angeordnet; sie erfüllen die einschlägigen MARPOL-Vorschriften. Die Laderäume der Schiffe werden mit Pontonlukendeckeln verschlossen. Die maximale Containerkapazität wird abhängig von den jeweils etwas abweichenden Werftbautypen mit 11.850 und 12.118 TEU angegeben. Weiterhin sind 1000 Anschlüsse für Integral-Kühlcontainer vorhanden.
Der Antrieb der Schiffe besteht jeweils aus einem Zweitakt-Dieselmotor, der auf einen einzelnen Festpropeller wirkt. Es wurden Hauptmotoren der MAN B&W-Typen 9S90ME-C mit 41.080 kW Leistung und jeweils vier Hilfsdiesel mit 3860 kW Leistung verbaut. Die An- und Ablegemanöver werden durch ein Bugstrahlruder unterstützt.

## Die Schiffe
| Evergreen F-Typ | Evergreen F-Typ       | Evergreen F-Typ | Evergreen F-Typ    | Evergreen F-Typ            |
| Bauname         | Bauwerft Baunummer    | IMO- Nummer     | Ablieferung        | Umbenennungen und Verbleib |
| --------------- | --------------------- | --------------- | ------------------ | -------------------------- |
| Ever Frank      | Samsung 2269          | 9850587         | 18. Februar 2020   | so in Fahrt                |
| Ever Faith      | Samsung 2263          | 9850525         | 2. März 2020       | so in Fahrt                |
| Ever Future     | Samsung 2270          | 9850599         | 26. April 2020     | so in Fahrt                |
| Ever Focus      | Samsung 2264          | 9850537         | 8. Juni 2020       | so in Fahrt                |
| Ever Front      | Samsung 2265          | 9850549         | 10. August 2020    | so in Fahrt                |
| Ever Forward    | Samsung 2266          | 9850551         | 28. September 2020 | so in Fahrt                |
| Ever Fortune    | Samsung 2267          | 9850563         | 30. Oktober 2020   | so in Fahrt                |
| Ever Forever    | Samsung 2268          | 9850575         | 15. Dezember 2020  | so in Fahrt                |
| Ever Far        | Imabari Mihara 2671   | 9850862         | 15. Dezember 2020  | so in Fahrt                |
| Ever Fit        | Imabari Marugame 1864 | 9850795         | 28. Januar 2021    | so in Fahrt                |
| Ever Fast       | Imabari Mihara 2672   | 9850874         | 10. Februar 2021   | so in Fahrt                |
| Ever Fame       | Imabari Marugame 1865 | 9850800         | 16. März 2021      | so in Fahrt                |
| Ever Fair       | Imabari Mihara 2676   | 9850886         | 29. März 2021      | so in Fahrt                |
| Ever Feat       | Imabari Mihara 2677   | 9850898         | Mai 25. 2021       | so in Fahrt                |
| Ever Fine       | Imabari Marugame 1866 | 9850812         | 2. Juli 2021       | so in Fahrt                |
| Ever Fore       | Imabari Marugame 1867 | 9850824         | 10. August 2021    | so in Fahrt                |
| Ever Fashion    | Imabari Marugame 1868 | 9850836         | 11. Oktober 2021   | so in Fahrt                |
| Ever Fond       | Imabari Mihara 2673   | 9850848         | 22. Dezember 2021  | so in Fahrt                |
| Ever Favor      | Imabari Mihara 2675   | 9850850         | 1. März 2021       | so in Fahrt                |
| Ever Full       | Imabari Mihara 2678   | 9850903         | 10. März 2022      | so in Fahrt                |
| Daten: Equasis  |                       |                 |                    |                            |